# Edel & Starck
Edel & Starck ist eine deutsche Fernsehserie im Stil einer Screwballkomödie, die von 2002 bis 2005 von der Berliner Produktionsfirma Phoenix Film für Sat.1 produziert wurde. Die Serie spielt in der gleichnamigen fiktiven Anwaltskanzlei.

## Handlung
In stilistischer Anlehnung an amerikanische Serien wie Das Model und der Schnüffler oder Ally McBeal schildert sie Fälle und Privatleben der beiden Berliner Rechtsanwälte Sandra Starck und Felix Edel, die in einer Partnerschaftskanzlei arbeiten. Während die Rolle der Sandra Starck frech und etwas unterkühlt angelegt ist, bildet Felix Edel den charmant-lässigen Gegenpol. Diese Gegensätze, ironische Brechungen der Rollenbilder und der Versuch, eine latent-erotische Spannung zwischen den beiden Singles darzustellen, bilden die Grundlage für den Wortwitz und die teilweise turbulente Handlung der Serie.
Die Serie beginnt damit, dass Sandra in einer Partnerschaftskanzlei arbeitet, in der auch ihr damaliger Freund als Rechtsanwalt tätig ist. Da ihr Chef anzügliche Bemerkungen ihr gegenüber macht und sie auch sexuell bedrängt, kündigt sie – und trennt sich auch von ihrem Freund, da dieser hinter seinem Chef steht und Sandra nicht beisteht. Nun macht sich Rechtsanwältin Sandra Starck auf die Suche nach einer neuen Kanzlei und landet bei Felix Edel, der bis dahin in seiner eigenen Kanzlei tätig war.
Felix Edel ist eigentlich das komplette Gegenteil von Sandra Starck. Wie schon die Namen der beiden Hauptdarsteller etwas über die jeweiligen Personen verraten, ist Felix eher „edel“, meist aber überschätzt er sich auch und verhält sich manchmal eingebildet. Bis zuletzt zanken sich Sandra und Felix, es wird im Verlauf der Serie jedoch immer wieder erkennbar, dass sich beide zueinander hingezogen fühlen. Doch beide verdrängen immer wieder ihre Gefühle bis zum Schluss der 4. Staffel, bei der Sandra und Felix die Nacht in einem Bowlingcenter verbringen. Beide schwören sich, erst einmal niemandem etwas von ihrer Romanze zu erzählen, doch kaum verabschieden sich beide, telefoniert Sandra mit ihrer besten Freundin Patricia, und Felix ruft sofort seinen besten Kumpel Otto an, worauf beide Freunde nur „endlich“ rufen.
Somit hat diese Serie ein Happy End – Sandra und Felix sind endlich ein Paar und glücklich damit.
Sandras beste Freundin ist Patricia Rieger, die erst als Staatsanwältin und später als Richterin tätig ist. Mit ihr wohnt Sandra auch in einer WG zusammen. In einer Folge zieht Patricia zu ihrem damaligen Freund, ist aber am Ende der Episode wieder zurück bei Sandra. Wann sich Sandra und Patricia kennengelernt haben, ist unklar. Es wird angedeutet, dass sie sich bereits im Studium kannten. Aus der Tatsache, dass Sandra nichts von Patricias Abtreibung kurz vor dem Examen wusste, lässt sich aber schließen, dass ihre Freundschaft zu dieser Zeit noch nicht sehr eng war.
Otto Özdemir ist Felix’ bester Kumpel und Freund, mit dem der gerne auch mal ein Bier in der nächsten Kneipe trinkt oder sich einfach Rat holt. Da Felix Rechtsanwalt ist und Otto des Öfteren in unangenehme Situationen kommt, muss Felix ihm immer wieder aus der Patsche helfen. Vierzehnmal schon stand er vor Gericht, wurde aber dank seines guten Anwalts stets freigesprochen. Was Otto beruflich macht, wird nicht ganz klar – in einer Folge arbeitet er als Gebrauchtwarenhändler, was allerdings sehr unseriös dargestellt wird. Er ist oft in unsaubere Geschäfte verwickelt.
Die Sekretärin und gute Seele der Kanzlei ist Sabine „Biene“ Winkelmann. Sie arbeitete schon für Felix, als dieser die Kanzlei noch allein betrieb, verstand sich aber auch auf Anhieb gut mit Sandra. Als sehr ausgeglichener und positiver Mensch leidet sie oft unter den Spannungen und Streitereien zwischen Felix und Sandra. Sie interessiert sich für Esoterik, Zauberei und Astrologie und hat eine Tochter namens Laura. Besonders gut versteht sie sich mit Felix’ Freund Otto, der ihr oft Komplimente macht.
Als Biene in der vierten Staffel in Babypause geht, wird die Rolle der Sekretärin von Christiane „Chris“ Scherer übernommen. Die junge Frau kommt ursprünglich als Mandantin zu Felix, da ihr der Job in einem Fitnessstudio unrechtmäßig gekündigt wurde. Sie bleibt in der Kanzlei, nachdem sie den Computer repariert, den Otto als Aushilfssekretär ruiniert hatte. Anders als mit Biene versteht sich Otto überhaupt nicht mit Chris. Er hält sie für zickig. Chris verlässt die Kanzlei, nachdem Biene aus der Babypause zurückkommt. Sie wird von Felix und Sandra an eine andere Kanzlei vermittelt.
Ein weiterer Nebendarsteller in der Serie ist Frank Vanderheiden, ein Kollege von Felix und Sandra und ein Freund von Felix. Frank und Patricia sind sich auch einmal näher gekommen, doch ist dieses Verhältnis im Sande verlaufen. Es wird im Laufe der Serie jedoch mehrmals angedeutet, dass beide an einer Wiederaufnahme interessiert wären.
Frank wird als vornehmer Rechtsanwalt dargestellt. Er trägt meist teure Anzüge, spricht sehr sauberes Hochdeutsch und hat eine äußerst noble Kanzlei.

## Besetzung
| Rolle                     | Schauspieler             | Staffel(n) | Bemerkungen                                                                                        |
| ------------------------- | ------------------------ | ---------- | -------------------------------------------------------------------------------------------------- |
| Felix Edel                | Christoph M. Ohrt        | 1–4        | Rechtsanwalt                                                                                       |
| Sandra Starck             | Rebecca Immanuel         | 1–4        | Rechtsanwältin                                                                                     |
| Otto Özdemir              | Hasan Ali Mete           | 1–4        | Türkisch(stämmig)er Kleinkrimineller, Gelegenheitsunternehmer und Lebenskünstler, Freund von Felix |
| Patricia Rieger           | Barbara Demmer           | 1–4        | Staatsanwältin, später Richterin; beste Freundin und Mitbewohnerin von Sandra                      |
| Sabine „Biene“ Winkelmann | Isabel Tuengerthal       | 1–4        | Sekretärin in der Kanzlei Edel & Starck                                                            |
| Christiane Scherer        | Natalie Spinell          | 4          | Schwangerschaftsvertretung für Biene                                                               |
| Frank Vanderheiden        | Luc Feit                 | 1–4        | Rechtsanwalt, Freund von Felix, vertritt häufig die Gegenseite.                                    |
| Richter Schubert          | Wolf-Dietrich Berg       | 1–3        | Richter                                                                                            |
| Richter Moosleitner       | Peter Rappenglück        | 1–4        | Richter                                                                                            |
| Richter Flüsser           | Gunther Gillian          | 1–4        | Richter                                                                                            |
| Richterin Kreutzer        | Doris Kunstmann          | 1–4        | Richterin                                                                                          |
| Christoph Behnke          | Frank Behnke             | 1–2        | Arzt, bester Freund von Felix                                                                      |
| Rechtsanwalt Stüter       | Norbert Ghafouri         | 1–4        | Rechtsanwalt, häufiger Prozessgegner von Felix Edel                                                |
| Oberstaatsanwalt Riese    | Dirk Martens             | 1          | Oberstaatsanwalt                                                                                   |
| Staatsanwalt Geiger       | Hans-Georg Panczak       | 1–4        | Staatsanwalt                                                                                       |
| Rechtsanwalt Bogner       | Klaus Schindler          | 1–4        | Rechtsanwalt, häufiger Prozessgegner von Edel & Starck                                             |
| Horst                     | Gerhard Haase-Hindenberg | 3–4        | Gastwirt, Inhaber von Felix’ und Ottos Stammkneipe                                                 |

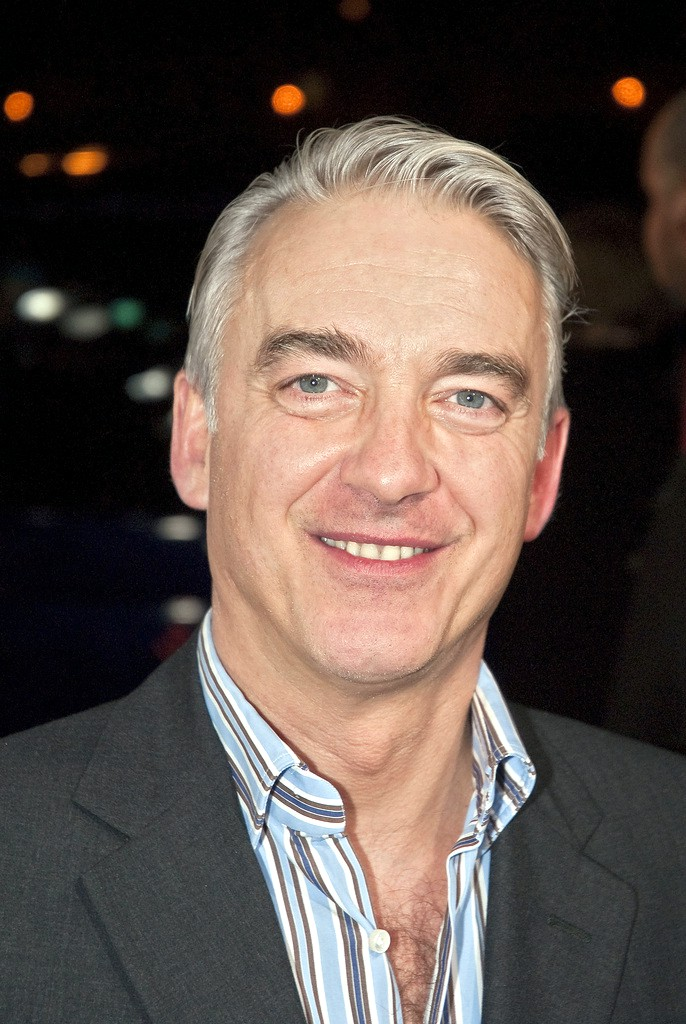
Christoph Ohrt

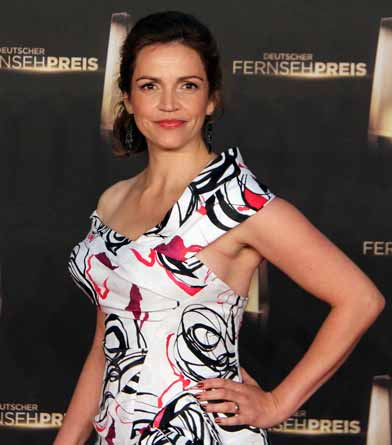
Rebecca Immanuel

In Neben- beziehungsweise Gastrollen traten im Verlauf der Serie immer wieder bekannte Schauspieler und Darsteller auf, wie z. B. Ivan Desny, Rolf Zacher, Detlev Buck, Martin Semmelrogge, Annette Frier, Rufus Beck, Buddy Elias, Christian Tramitz, Sky du Mont, Pinkas Braun, Herbert Feuerstein, Anica Dobra, Ingrid Steeger, Luci van Org, Heinrich Schafmeister, Jürgen Tarrach und Angelika Milster.

## Staffeln
Edel & Starck wurde in vier Staffeln mit je 13 Folgen produziert. Alle vier Staffeln wurden auf DVD veröffentlicht. Die ersten beiden Staffeln erschienen 2005 und 2006 auf DVD, Staffel drei und vier 2008.

## Hintergrund
- Die Filmmusik besteht überwiegend aus Jazz- und Popklassikern, die meist ironisch kommentierend eingesetzt werden.
- Mit Ende der 4. Staffel am 18. April 2005 wurde die Serie eingestellt. Bis zum Ende konnte die Serie starke Quoten vorweisen.[1] Presseveröffentlichungen des Hauptautors Marc Terjung und der Hauptdarsteller zufolge sollte damit ein qualitatives Absinken der Serie in möglichen folgenden Staffeln verhindert werden.
- Mittlerweile werden verschiedene Auszüge der Serie wiederholt.
- Im November 2011 kaufte der NDR die Rechte an der vierten Staffel mit dem Vorhaben, diese auszustrahlen.[2][3]
- Drehort der Außenansicht der Kanzlei war die Rykestraße 10 in Berlin-Prenzlauer Berg am Wasserturm Prenzlauer Berg.
- Das Cafe, in dem Felix Edel und Sandra Starck zu Beginn einer Folge häufig den Tag beginnen, befindet sich in der Knaackstraße 20 in Berlin-Prenzlauer Berg am Wasserturm Prenzlauer Berg.
- Außenaufnahmen, die im Umfeld der Kanzlei spielen, wurden auch in den Straßenzügen rund um den Ludwigkirchplatz in Berlin-Wilmersdorf gedreht.
- Drehort der Stammkneipe von Felix und Otto war das Café Rizz in Berlin-Kreuzberg, Grimm-/ Ecke Dieffenbachstraße in Berlin-Kreuzberg.
- Das in der Serie gezeigte Gerichtsgebäude ist das Berliner Kammergericht am Heinrich-von-Kleist-Park.

### Produktionsteam
- Regie: Jakob Schäuffelen
- Drehbuch: Marc Terjung u. a.
- Kamera: Konstantin Kröning, Michael Boxrucker
- Ausstattung: Olaf Rehahn
- Schnitt: Regina Bärtschi, Petra Jurowski
- Musik: Thomas Klemm
- Regieassistenz: Thomas Herrmann
- Produktion: Phoenix Film
- Produzent: Markus Brunnemann
- Producer: Dirk Eisfeld
- Redaktion: Jan Bremme, Karin Dahlberg

### Auszeichnungen
- Deutscher Fernsehpreis 2002 als „Beste Serie“[4]
- Deutscher Fernsehpreis 2002 für Christoph M. Ohrt[4]
- Bayerischer Fernsehpreis 2003 für Rebecca Immanuel und Christoph M. Ohrt[4]
- 2003 nominiert für den Grimme-Preis